# Irina Bělovová
Irina Nikolajevna Bělovová (rusky Ирина Николаевна Белова; * 27. března 1968, Angarsk, Irkutská oblast) je bývalá ruská atletka, stříbrná olympijská medailistka v sedmiboji.

## Kariéra
Na Mistrovství Evropy v atletice 1990 ve Splitu dokončila sedmiboj na 4. místě. Na třetím ročníku MS v atletice 1991 v Tokiu vybojovala výkonem 6 448 bodů bronzovou medaili. Po šesti disciplínách přitom figurovala na 6. místě. K zisku medaile ji nakonec pomohlo vítězství v závěrečném běhu na 800 metrů. Trať zaběhla v čase 2:05,23, za což získala 1 036 bodů. Mistryní světa se stala Němka Sabine Braunová.

### Halový světový rekord
Dne 15. února 1992 v Berlíně vytvořila výkonem 4 991 bodů nový halový světový rekord v pětiboji (60 m přek. – 8,22 s, skok do výšky – 1,93 m , vrh koulí – 13,25 m, skok daleký – 6,67 m, běh na 800 m – 2:10,26), když tehdejší světové maximum Rumunky Liliany Năstase z 26. ledna 1992 vylepšila o plných 265 bodů.
Její rekord překonala až o více než 20 let později Ukrajinka Natalija Dobrynská, která na halovém MS 2012 v tureckém Istanbulu rekord vylepšila o 22 bodů a zároveň se stala první ženou v historii, která pokořila hranici pěti tisíc bodů (5 013).
V roce 1992 též reprezentovala na letních olympijských hrách v Barceloně, kde si vytvořila výkonem 6 845 bodů nový osobní rekord v sedmiboji a získala stříbrnou medaili. Za olympijskou vítězkou, Američankou Jackie Joyner-Kerseeovou zaostala o 199 bodů.

### Trest a návrat
O rok později se stala vítězkou pětiboje na halovém MS v Torontu. Následně však neprošla dopingovou zkouškou a byla potrestána čtyřletým trestem.
Po návratu vybojovala v roce 1998 stříbrnou medaili na halovém ME ve Valencii, kde byla lepší jen Polka Urszula Włodarczyková. V témže roce se stala vítězkou prestižního vícebojařského mítinku v rakouském Götzisu a obsadila páté místo na evropském šampionátu v Budapešti.
V roce 1999 získala stříbro také na halovém MS v japonském Maebaši. V letní sezóně na světovém šampionátu v Seville však závod nedokončila. Atletickou kariéru ukončila po MS v atletice 2001 v Edmontonu, kde skončila na 8. místě.

### Osobní rekordy
- pětiboj – 4 991 bodů – 15. února 1992, Berlín
- sedmiboj – 6 845 bodů – 2. srpna 1992, Barcelona